# Vauxcéré
Vauxcéré korábbi község Franciaországban, Aisne megyében. Lakosainak száma 67 fő (2018. január 1.). Vauxcéré Bazoches-sur-Vesles és Dhuizel községekkel határos.
2016. január 1-jén hat másik korábbi községgel egyesült és az így létrejött Les Septvallons új község része lett.

## Népesség
A település népessége az elmúlt években az alábbi módon változott:
| Lakosok száma | 112  | 104  | 90   | 83   | 96   | 111  | 103  | 83   | 70   | 67   |
|               | 1962 | 1968 | 1982 | 1990 | 1999 | 2008 | 2011 | 2013 | 2017 | 2018 |